# 陈张太康
陈张太康（1992年10月2日—）是中国大陆的男性配音演员、配音导演，供职于边江工作室。

## 个人经历
- 2011年，开始接触配音行业，师从资深配音演员姜广涛。
- 2014年，大学毕业后，赴北京从事配音工作。
- 2015年，与梁晓强、昱霖、张喆等组建恶人谷网络配音组，此为谷动风云配音工作室的前身。
- 2016年，与梁晓强等共同成立北京谷动风云文化传播有限公司，创建谷动风云配音工作室。
- 2017年，加入边江工作室。
- 2020年12月参加bilibili《我是特优声》[1]，最终成为前五名SSV特优声[2]。

## 导演作品
- 《港诡实录》国语配音（游戏）

## 配音作品

### 电影
| 首播时间   | 剧集名称                 | 配音角色  | 演员   |
| ---------- | ------------------------ | --------- | ------ |
| 2020-04-24 | 《九州天空城之时光回转》 | 南风/风刃 | 柴格   |
| 2020-05-30 | 《斗破乱世情》           | 白术      | 盛英豪 |
| 2020-08-21 | 《八佰》                 | 参与配音  | --     |
| 2020-10-03 | 《人鱼缚》               | 敖伯      | 肖向飞 |
| 2021-02-14 | 《猎妖记》               | 耿去病    | 陈子由 |

### 电视剧
| 首播时间 | 剧集名称                   | 配音角色       | 演员             |
| -------- | -------------------------- | -------------- | ---------------- |
| 2014年   | 《神雕侠侣》               | 武修文         | 韩东君           |
| 2014年   | 《武媚娘传奇》             | 参与配音       | --               |
| 2015年   | 《班淑传奇》               | 刘弘           | 张逸杰           |
| 2015年   | 《灵魂摆渡2》              | 参与配音       | --               |
| 2015年   | 《花火》                   | 赵震楠         | 张云龙           |
| 2015年   | 《少帅》                   | 参与配音       | --               |
| 2016年   | 《苏染染追夫记》           | 苏楠           | 田渤             |
| 2016年   | 《女医·明妃传》            | 李三           | 周彦呈           |
| 2016年   | 《半妖倾城》第一季         | 幽远           | 汪东城           |
| 2016年   | 《幻城》                   | 星旧           | 徐可             |
| 2016年   | 《青云志》                 | 小七、萧逸才   | 易烊千玺、刘学义 |
| 2016年   | 《亲爱的，公主病》         | 江念雨         | Mike             |
| 2016年   | 《灵魂摆渡3》              | 吕乐           | 孙尔辰           |
| 2016年   | 《屏里狐》                 | 白笙           | 黄俊捷           |
| 2016年   | 《半妖倾城》第二季         | 幽远           | 汪东城           |
| 2017年   | 《校花前传之很纯很暧昧》   | 王志涛         | 王瑞昌           |
| 2017年   | 《我的仙界学院》           | 百草、蓝沐     | 王俊人、索笑坤   |
| 2017年   | 《三生三世十里桃花》       | 参与配音       | --               |
| 2017年   | 《爱，来的刚好》           | 少年天朗       | 黄德毅           |
| 2017年   | 《愉此一生》               | 柳愉生         | 蒋梓乐           |
| 2017年   | 《我与你的光年距离》       | 吴先生         | 刘晨睿           |
| 2017年   | 《云巅之上》               | 柯洛           | 张哲瀚           |
| 2017年   | 《画心师》                 | 司马空空       | 李俊辰           |
| 2017年   | 《思美人》                 | 无明           | 冉旭             |
| 2017年   | 《大军师司马懿之军师联盟》 | 曹植           | 王仁君           |
| 2017年   | 《镇魂街》                 | 白静轩         | 侯明昊           |
| 2017年   | 《秦时丽人明月心》         | 荆轲           | 刘畅             |
| 2017年   | 《龙凤店传奇》第一季       | 皇上           | 宋铭宇           |
| 2017年   | 《龙凤店传奇》第二季       | 皇上           | 宋铭宇           |
| 2017年   | 《端脑》                   | 周辰、付夏     | 汪苏泷、刘剑羽   |
| 2017年   | 《军师联盟2虎啸龙吟》      | 司马师         | 肖顺尧           |
| 2018年   | 《龙凤店传奇》第三季       | 皇上           | 宋铭宇           |
| 2018年   | 《变身女友》               | 明武           | 李银龙           |
| 2018年   | 《飘香剑雨》               | 伊风           | 任言恺           |
| 2018年   | 《独孤天下》               | 宇文邕         | 应昊茗           |
| 2018年   | 《单恋大作战》             | 石井           | 李鹤             |
| 2018年   | 《新笑傲江湖》             | 东方不败       | 丁禹兮           |
| 2018年   | 《三国机密之潜龙在渊》     | 赵彦           | 王艺霖           |
| 2018年   | 《我才不会被女孩子欺负呢》 | 舒哲           | 杨景诚           |
| 2018年   | 《超能造梦》               | 典韦           | 黄垲翔           |
| 2018年   | 《热血狂篮》               | 云扬           | 曹曦戈           |
| 2018年   | 《玄门大师》               | 铁郎/二世狼帝  | 裴子添           |
| 2018年   | 《想看你微笑》             | 舒湛           | 李汶翰           |
| 2018年   | 《来到你的世界》           | 宫澄           | 黄俊捷           |
| 2018年   | 《快把我哥带走》           | 万岁           | 胡永涛           |
| 2018年   | 《古剑奇谭贰》             | 瞳             | 郭品超           |
| 2018年   | 《媚者无疆》               | 公子           | 汪铎             |
| 2018年   | 《超密》                   | 参与配音       | --               |
| 2018年   | 《香蜜沉沉烬如霜》         | 扑哧君         | 廖劲锋           |
| 2018年   | 《夜天子》                 | 参与配音       | --               |
| 2018年   | 《游泳先生》               | 白泳泽         | 披拉·尼迪裴善官  |
| 2018年   | 《许你浮生若梦》           | 段天赐         | 方逸伦           |
| 2018年   | 《我与你的光年距离II》     | 王梓           | 张津铭           |
| 2019年   | 《东宫》                   | 顾剑           | 魏千翔           |
| 2019年   | 《重耳传奇》               | 秦太子         | 戴子翔           |
| 2019年   | 《民国少年侦探社》         | 南宫朔         | 虞祎杰           |
| 2019年   | 《出线了，初恋》           | 霍子昂         | 陈子由           |
| 2019年   | 《筑梦情缘》               | 杜少乾         | 张峻宁           |
| 2019年   | 《机动部队》               | 参与配音       | --               |
| 2019年   | 《爵迹·临界天下》          | 漆拉           | 刘剑羽           |
| 2019年   | 《凤弈》                   | 庞宇           | 汪汐潮           |
| 2019年   | 《当她恋爱时》             | 易尔阳         | 陈鹏万里         |
| 2019年   | 《陈情令》                 | 晓星尘         | 宋继扬           |
| 2019年   | 《请赐我一双翅膀》         | 冷蒙初         | 赵越             |
| 2019年   | 《奋斗吧，少年！》         | 路夏           | 彭昱畅           |
| 2019年   | 《全职高手》               | 安文逸         | 李俊辰           |
| 2019年   | 《浅情人不知》             | 筱枫           | 褚前             |
| 2019年   | 《外星女生柴小七》         | 张医生         | 书亚信           |
| 2019年   | 《拜托啦师兄》             | 范奇           | 刘帅良           |
| 2019年   | 《你是我眼中的山川和海洋》 | 陈默           | 林潇             |
| 2019年   | 《十年三月三十日》         | 丁昂           | 金泽灏           |
| 2019年   | 《哪里有彩虹告诉我》       | 风早           | 风早             |
| 2019年   | 《竹马钢琴师》             | 慕流年         | 方逸伦           |
| 2019年   | 《从前有座灵剑山》         | 欧阳商         | 锦荣             |
| 2019年   | 《鹤唳华亭》               | 萧定楷         | 辛鹏             |
| 2019年   | 《极速救援》               | 于飞           | 魏哲鸣           |
| 2020年   | 《蓬莱间》                 | 青年海明谦     | 国依铭           |
| 2020年   | 《热血同行》               | 杨真           | 吴俊余           |
| 2020年   | 《无心法师3》              | 柳玄鹄         | 陈瑶             |
| 2020年   | 《三千鸦杀》               | 雳渊           | 代云帆           |
| 2020年   | 《冰糖炖雪梨》             | 边澄           | 魏天浩           |
| 2020年   | 《九州·天空城II》          | 方祈墨         | 柴格             |
| 2020年   | 《公子,我娶定你了》        | 慕谨言         | 邱士纶           |
| 2020年   | 《爱情的开关》             | 蒋泽           | 董力             |
| 2020年   | 《长安少年行》             | 杨子安         | 吴希泽           |
| 2020年   | 《月上重火》               | 夏轻眉         | 赵文浩           |
| 2020年   | 《哪吒降妖记》             | 李楚飞         | 林杉             |
| 2020年   | 《都是因为你》             | 崔龙起         | 向傲宇           |
| 2020年   | 《离人心上》               | 白里起         | 书亚信           |
| 2020年   | 《且听凤鸣》               | 御冥夜         | 王皓轩           |
| 2020年   | 《旗袍美探》               | 谢家俊         | 何俊君           |
| 2020年   | 《凤唳九天》               | 夜君清         | 陈哲远           |
| 2020年   | 《酒店实习生》             | 谢梵羽         | 赵志伟           |
| 2020年   | 《九流霸主》               | 炎彬           | 翟子路           |
| 2020年   | 《当你恋爱时》             | 参与配音       | --               |
| 2020年   | 《雷霆战将》               | 参与配音       | --               |
| 2020年   | 《这就是生活》             | 马文           | 林果             |
| 2021年   | 《上阳赋》                 | 子律           | 蒲巴甲           |
| 2021年   | 《这个世界不看脸》         | 仇英树         | 王新乔           |
| 2021年   | 《原来时光都记得》         | 苏启阳         | 李扬             |
| 2021年   | 《旋风魔术师》             | 禹威           | 田川             |
| 2021年   | 《觉醒年代》               | 蔡和森         | 苏茂洋           |
| 2021年   | 《斗罗大陆》               | 邪月           | 李继洋           |
| 2021年   | 《锦心似玉》               | 林世显         | 唐晓天           |
| 2021年   | 《大宋宫词》               | 赵恒           | 周渝民           |
| 2021年   | 《玉昭令》                 | 上官策         | 杨泽             |
| 2021年   | 《遇龙》                   | 尉迟龙炎       | 王鹤棣           |
| 2021年   | 《千古玦尘》               | 长阙           | 高寒             |
| 2021年   | 《你微笑时很美》           | 简阳           | 翟潇闻           |
| 2021年   | 《公子，我娶定你了2》      | 慕谨言         | 邱世纶           |
| 2021年   | 《世界微尘里》             | 盛铭           | 李佳琛           |
| 2021年   | 《一生一世》               | 周文川         | 骆明劼           |
| 2022年   | 《与君初相识》             | 阿生           |                  |
| 2023年   | 《護心》                   | 天曜           | 侯明昊           |
| 2023年   | 《蓮花樓》                 | 李相夷、蕭紫衿 | 成毅、黃宥明     |

### 动画

#### 2015年
- 稻米、小课堂————《黑白无双》
- 阿彪————《拖拉机司机》

#### 2016年
- 伊荣————《灵域》
- 锡洛————《龙心战纪》
- 骆时秋————《墓王之王:麒麟决》
- 大王子————《凸变英雄》
- 诸葛亮————《君临臣下》
- 饭桶桶————《天才联盟》
- 杨慎————《斩春剑》
- 海云帆————《从前有座灵剑山》
- 小八————《剑网三之江湖论贱》
- 奇伊————《冰霜间奏》

#### 2017年
- 骆时秋————《墓王之王:寒铁斗》
- 江小白————《我是江小白》
- 海云帆————《从前有座灵剑山 第二季》
- 徐灿————《少年锦衣卫》
- 尤里————《枪神纪》
- 雪脏————《狐妖小红娘》
- 蓝田玉————《银之守墓人》
- 画翊————《降灵记》
- 高仙芝————《万古仙穹》
- 赵日天————《我的天劫女友》
- 沈冲————《一人之下2》
- 骊陵君————《剑王朝 第二季》
- 颜爵————《精灵梦叶罗丽 第五季》
- 盘古、毛吾郎————《十万个冷笑话 第三季》

#### 2018年
- 江小白————《我是江小白 第二季》
- 何志扬————《迷域行者》[3]
- 任小冲————《梦塔·雪谜城》
- 龚常胜————《我家大师兄脑子有坑》《我家大师兄脑子有坑 特别篇》
- 蓝思追————《魔道祖师》
- 小海————《末世觉醒之入侵》
- Jack————《盛世妆娘》
- 阿斯洛————《斩兽之刃》
- 羽早川————《男神执事团》
- ？————《动物合唱团》
- 城山正————《足球小将(第4作)》（日本）
- 司柏荣————《雪鹰领主》

#### 2019年
- 金人凤————《狐妖小红娘 竹业篇》
- 希夷子————《太乙仙魔录之灵飞纪》第三季
- 源明雅————《剑网三·侠肝义胆沈剑心 第二季》
- 骆时秋————《墓王之王:幽都战》

#### 2020年
- 中秋————《历师》
- 龚常胜————《我家大师兄是个反派》
- 锖兔、伊黑小芭内————《鬼灭之刃》（日本）
- 陈恒————《一念永恒》
- 安文逸（小手冰凉）————《全职高手2》
- 萧远、范无救(神秘黑衣人)————《暗界神使》
- 小海————《末世觉醒之溯源》

#### 2021年
- 约翰·琼斯————《长剑风云》
- 程潜————《六爻》

#### 2022年
- 伊黑小芭内————《鬼灭之刃 无限列车篇》（日本）

### 动画电影
- 雷光、信号兵————《魁拔之大战元泱界》
- 山中佐井————《火影忍者剧场版：慕留人》（日本）
- 马克————《樱桃小丸子：来自意大利的少年》（日本）
- 实渊玲央————《黑子的篮球：终极一战》（日本）

### 游戏

#### 女性向手機遊戲
- 餃子、剁椒魚頭————《食物語》
- 了了————《花亦山心之月》
- 傅融————《代號鳶》
- 和珞————《搖光錄 亂世公主》

#### 单机游戏
- 鹰礼、滨洛————《神舞幻想》

- 赵伟乐——《港诡实录》（国语）

#### 网络游戏
- 莫雨————《剑网3》
- 亚斯塔路————《无尽战区
- 阿尔贝————《冒险岛OL》

#### 手机游戏
- 周瑜————《纯三国》
- 周近矢————《炸裂骑士团》
- 饺子、剁椒鱼头————《食物语》
- 二郎真君————《少年西游记》
- 杜梓梁————《恋世界》
- 叱云华、叱云天————《锦绣未央》
- 寒山君————《自由幻想》
- 慕启明————《一梦江湖》
- 颜爵————《王与异界骑士》
- 沈冲————《一人之下手游》
- 司一名————《妄想嘉年华》
- 椒丘————《崩坏 星穹铁道》

### 有声漫画&读物作品
- 猫男————《猫系男，犬系女》
- 凉生————现代言情有声剧《凉生，我们可不可以不忧伤》
- 朴玄硕————《看脸时代》
- 林祐————《危情沦陷》
- 霜————《头条都是他》
- 月老————《在下爱神》
- 程潛————《六爻有聲劇》（多人）
- 沈澤川————《將進酒有聲劇》

### 广播剧

#### 2016年
- 杜宴清————现代言情广播剧《尽余生》第三四五期连发
- 纳兰容若————全年龄商业广播剧《寂寞空庭春欲晚》
- 褚英————李歆原著《独步天下》群像音乐剧——《宸》
- 李承鄞————匪我思存原著古风言情剧《东宫》第一期平直篇上下期齐发
- 尉迟龙炎————《遇龙》广播剧第一期
- 夜天湛————大型古风言情广播剧《醉玲珑》第二期预告
- 离子夕————大型原创武侠广播剧《五琴录》第二期预告
- 报幕————悬疑侦探广播剧《赫卡探案》第二期

#### 2018年
- 林琅天————《武动乾坤》
- 程一榭————《死亡万花筒》
- 马不凡————《我的女友要上天》
- 李亨————《天宝伏妖录》

#### 2019年
- 毕方————《暗界神使》
- 胡安·蒙托亚————《猫鼠游戏》
- 卫言梓————《我嗑了对家X我的CP》
- 纪慎语————《碎玉投珠》
- 李亨————《天宝伏妖录》第二季

#### 2020年
- 纪慎语————《碎玉投珠》第二季
- 李亨/萬珏————《天宝伏妖录》第三季
- 谢奇宝————《给校草当假男友的日子》
- 华佗————《三分星野》
- 何数————《DOLO命运胶囊》
- 高影————《谷围南亭》
- 常之新————《鬓边不是海棠红》
- 唐九昭————《共葬》
- 袁瑞————《袁先生總是不開心》
- 李祈————《織夢書》
- 沈周————《棉花娃娃沈周》
- 墨憶————《禁海》
- 高影————《谷圍南亭》

#### 2021年
- 苏世誉————《君有疾否》第一季、第二季
- 李亨————《天宝伏妖录》第四季
- 男系統————《全球高考》第二季
- LASER-夏予扬————《险象环生》
- 㺪芮————《神降廢土》

#### 2022年
- 喬苑林————《心眼》
- 太子————《烈火澆愁》
- 雲琅————《殿下讓我還他清譽》
- 花城————《天官賜福》
- 吳雩————《吞海》
- 江舫————《萬有引力》
- 慕聲————《黑蓮花攻略手冊》第一季、第二季
- 邵司————《一覺醒來聽說我結婚了》上季

#### 2023年
- 安無咎————《倖存者偏差》
- 邵司————《一覺醒來聽說我結婚了》下季
- 易英朗————《當總裁文的男女主互穿後》
- 張澍————《以你為名的夏天》

### 漫画PV

#### 2020年
- 秦岚————《非友人关玺》

### 剧情歌&念白

#### 2016年
- 念白：尉迟龙炎————《遇龙》广播剧第一期ED《萤光》
- 念白：慕容紫英————仙剑四原创剧情歌《命不由天》
- 念白：小八————《江湖论剑系列剧》主题曲《江湖江湖》
- 念白：张显宗————《泥沼》 记《无心法师》岳绮罗＆张显宗
- 念白：纯阳————《剑网3七周年原创—忆缘》
- 念白：言楚非————【逆袭之星途闪耀】言楚非&苏橙同人曲《指尖星点》
- 念白：青年温惜尘————【大型古风武侠向】剧情歌《独孤幽兰》

### 剪辑视频剧

#### 2016年
- 小兵 ————《剑网三口袋版》新人物首曝PV
- 莫雨 ————《剑网三新春拜年——一起来看毛毛雨》
- 黑无常————《画江湖之不良人》系列剧第三期（完结篇）
- 薛晋铭————民国剪辑视频剧《衣香鬓影》
- 王意之————古风cos视频剧《凤囚凰》预告
- 梅长苏，林殊————视频剧《梅风凛然——梅长苏的春夏秋冬》
- 莫雨————【剑网三】再见稻香村，陈月罗伞重现江湖《剑网3》七周年回馈视频
- 魏无羡————【墨香铜臭原著】《魔道祖师》群像剪辑视频剧
- 二十七————【天涯明月刀OL】 首届外观MV大赛《绝代舒音》

## 音乐作品
- 《娘子 is rio》
- 《刺死》
- 《幻梦恋歌》
- 《在时光中相爱》
- 《故人》
- 《盛世长安》
- 《佳亲》
- 《大开眼界·野人下山》
- 《珠玉调》
- 《武林》
- 《請君入夢》
- 《配音你听到没》
- 《折花也》

## 念白
- 《断弦歌》 叶洛洛
- 《敦煌定若远》 汐音社